# مركب حديد عضوي

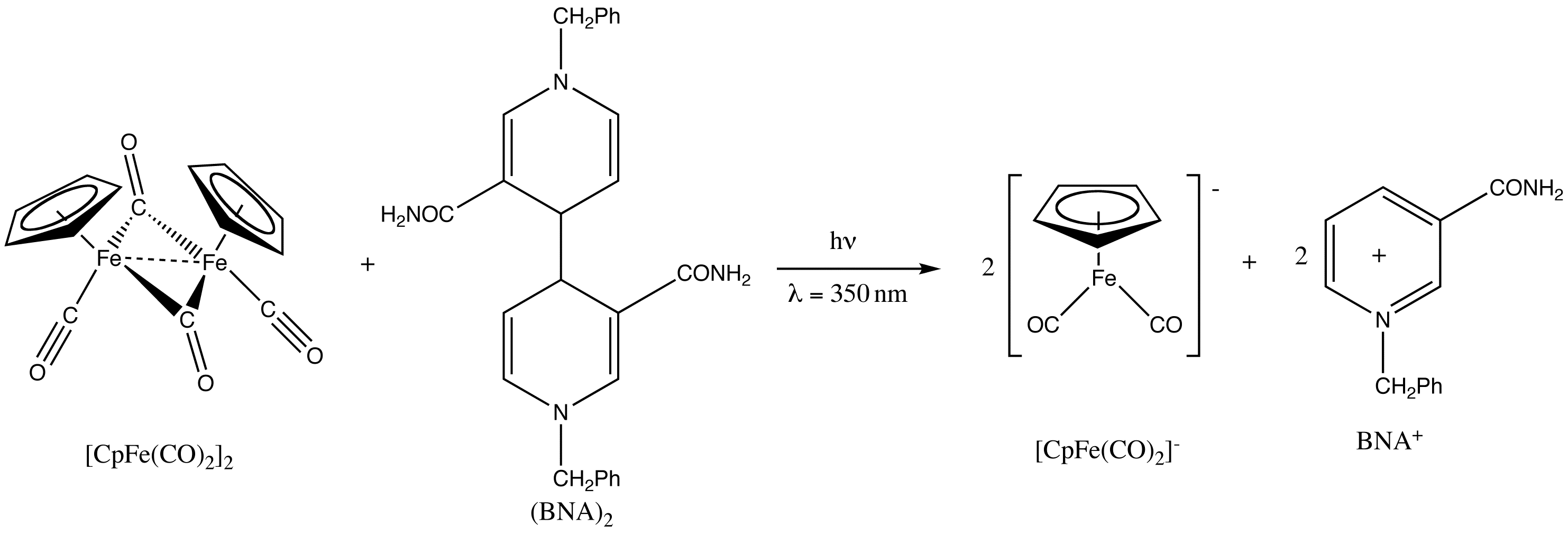
مركبات الحديد العضوية هي صنف من المركبات العضوية الفلزية الحاوية على رابطة كيميائية بين عنصري الحديد والكربون Fe-C؛ ويدعى الفرع من الكيمياء المهتم بدراسة تلك المركبات باسم كيمياء الحديد العضوية.
تعد مركبات الحديد العضوية ذات أهمية في الاصطناع العضوي، وتستخدم على هيئة كواشف؛ ومن الأمثلة على هذه المركبات كل من خماسي كربونيل الحديد وتساعي كربونيل ثنائي الحديد وحديدات رباعي كربونيل ثنائي الصوديوم. من جهة أخرى، فإن مركبات الحديد العضوية غير شائعة الانتشار في مجال التحفيز الكيميائي في المجال الصناعي، رغم أنها ثمنها غير مرتفع.